# Regeringen Lars Løkke Rasmussen III
Regeringen Lars Løkke Rasmussen III var Danmarks regering mellan den 28 november 2016 och 27 juni 2019. Det var en minoritetsregering bestående av Venstre, Liberal Alliance och De Konservative som regerade med stöd av Dansk Folkeparti.

## Ministären
| Ämbete                                                    | Minister | Minister                 | Tillträdde       | Avgick       | Parti            |
| --------------------------------------------------------- | -------- | ------------------------ | ---------------- | ------------ | ---------------- |
| Statsminister                                             |          | Lars Løkke Rasmussen     | 28 november 2016 | 27 juni 2019 | Venstre          |
| Utrikesminister                                           |          | Anders Samuelsen         | 28 november 2016 | 27 juni 2019 | Liberal Alliance |
| Justitieminister                                          |          | Søren Pape Poulsen       | 28 november 2016 | 27 juni 2019 | De Konservative  |
| Finansminister                                            |          | Kristian Jensen          | 28 november 2016 | 27 juni 2019 | Venstre          |
| Försvarsminister                                          |          | Claus Hjort Frederiksen  | 28 november 2016 | 27 juni 2019 | Venstre          |
| Näringsminister                                           |          | Brian Mikkelsen          | 28 november 2016 | 21 juni 2018 | De Konservative  |
| Näringsminister                                           |          | Rasmus Jarlov            | 21 juni 2018     | 27 juni 2019 | De Konservative  |
| Ekonomi- och inrikesminister                              |          | Simon Emil Ammitzbøll    | 28 november 2016 | 27 juni 2019 | Liberal Alliance |
| Minister för utvecklingssamarbete                         |          | Ulla Tørnæs              | 28 november 2016 | 27 juni 2019 | Venstre          |
| Arbetsmarknadsminister                                    |          | Troels Lund Poulsen      | 28 november 2016 | 27 juni 2019 | Venstre          |
| Invandrar- och integrationsminister                       |          | Inger Støjberg           | 28 november 2016 | 27 juni 2019 | Venstre          |
| Jämställdhetsminister och minister för nordiskt samarbete |          | Karen Ellemann           | 28 november 2016 | 2 maj 2018   | Venstre          |
| Jämställdhetsminister och minister för nordiskt samarbete |          | Eva Kjer Hansen          | 2 maj 2018       | 27 juni 2019 | Venstre          |
| Minister för högre utbildning och forskningsminister      |          | Søren Pind               | 28 november 2016 | 2 maj 2018   | Venstre          |
| Minister för högre utbildning och forskningsminister      |          | Tommy Ahlers             | 2 maj 2018       | 27 juni 2019 | Partilös         |
| Energi-, hushållnings- och klimatminister                 |          | Lars Christian Lilleholt | 28 november 2016 | 27 juni 2019 | Venstre          |
| Hälsominister                                             |          | Ellen Trane Nørby        | 28 november 2016 | 27 juni 2019 | Venstre          |
| Minister för offentlig innovation                         |          | Sophie Løhde             | 28 november 2016 | 27 juni 2019 | Venstre          |
| Skatteminister                                            |          | Karsten Lauritzen        | 28 november 2016 | 27 juni 2019 | Venstre          |
| Miljöminister och livsmedelsminister                      |          | Esben Lunde Larsen       | 28 november 2016 | 2 maj 2018   | Venstre          |
| Miljöminister och livsmedelsminister                      |          | Jakob Ellemann-Jensen    | 2 maj 2018       | 27 juni 2019 | Venstre          |
| Barn- och socialminister                                  |          | Mai Mercado              | 28 november 2016 | 27 juni 2019 | De Konservative  |
| Utbildningsminister                                       |          | Merete Riisager          | 28 november 2016 | 27 juni 2019 | Liberal Alliance |
| Kultur- och kyrkominister                                 |          | Mette Bock               | 28 november 2016 | 27 juni 2019 | Liberal Alliance |
| Transport-, byggnads- och bostadsminister                 |          | Ole Birk Olesen          | 28 november 2016 | 27 juni 2019 | Liberal Alliance |
| Äldreminister                                             |          | Thyra Frank              | 28 november 2016 | 27 juni 2019 | Liberal Alliance |